# Kazimierz Kuratowski
Kazimierz Kuratowski né en 1896 à Varsovie et mort en 1980 dans cette même ville, est un mathématicien polonais.

## Biographie
Il obtient son doctorat en 1921 à l'université de Varsovie sous la direction de Stefan Mazurkiewicz et Zygmunt Janiszewski. Il devient professeur à l'université nationale polytechnique de Lviv en 1927, puis à l'université de Varsovie en 1934.
Kuratowski est membre d'un groupe de mathématiciens qui se réunissaient au Café écossais. Il est un temps directeur de la Société polonaise de mathématiques.

## Travaux
Les recherches de Kuratowski portent principalement sur la topologie abstraite et les structures d'espace métrique. Avec Alfred Tarski et Wacław Sierpiński, il développe la théorie des espaces polonais (nommés ainsi en hommage au groupe de mathématiciens polonais à l'origine de cette théorie).
Ses autres contributions aux mathématiques sont notamment :
- une caractérisation des graphes planaires souvent appelée théorème de Kuratowski ;
- une preuve du lemme de Kuratowski-Zorn ;
- une axiomatisation des espaces topologiques connue désormais sous le nom d'axiomes de fermeture de Kuratowski ;
- l'algorithme de Tarski-Kuratowski (en), pour les formules de la hiérarchie arithmétique en théorie de la complexité (informatique théorique) ;
- la définition axiomatique d'un couple (x, y) comme étant l'ensemble {{x}, {x, y}}.